# Amschel Mayer Rothschild
Amschel Mayer Freiherr von Rothschild (Fráncfort del Meno, Alemania, 12 de junio de 1773 - 6 de diciembre de 1855) fue un banquero alemán de la prominente familia Rothschild. En 1817 el Emperador Francisco I de Austria le otorgó la baronía hereditaria del Imperio de los Habsburgo.

## Biografía
Amschel Mayer Rothschild fue el hijo mayor de Mayer Amschel Rothschild, fundador de la dinastía Rothschild, y Gutle Rothschild.
A la muerte de Mayer Amschel en 1812, Amschel Mayer le sucedió en la conducción del banco en Fráncfort del Meno, considerando que sus hermanos fueron enviados para establecer entidades bancarias en París, Londres, Nápoles y Viena.
Como Amschel Mayer murió sin hijos, los hijos de sus hermanos (Anselm, hijo de Salomon y Mayer Carl y Wilhelm Carl, hijos de Carl) asumieron la responsabilidad de la empresa desde 1855.